# La Parra de las Vegas
La Parra de las Vegas ist eine zentralspanische Gemeinde (municipio) mit 35 Einwohnern (Stand: 2024) im Norden der Provinz Cuenca in der Autonomen Region Kastilien-La Mancha. 

## Lage und Klima
La Parra de las Vegas liegt auf der Westseite des Iberischen Gebirges in einer Höhe von ca. 1050 m. Die Provinzhauptstadt Cuenca befindet sich gut 22 Kilometer (Fahrtstrecke) nordnordöstlich. Das Klima im Winter ist gemäßigt, im Sommer dagegen warm bis heiß. Regen (480 mm/Jahr) fällt das ganze Jahr über.

## Bevölkerungsentwicklung
| Jahr      | 1970 | 1981 | 1991 | 2001 | 2011 | 2021 |
| Einwohner | 175  | 98   | 69   | 54   | 46   | 34   |

## Sehenswürdigkeiten

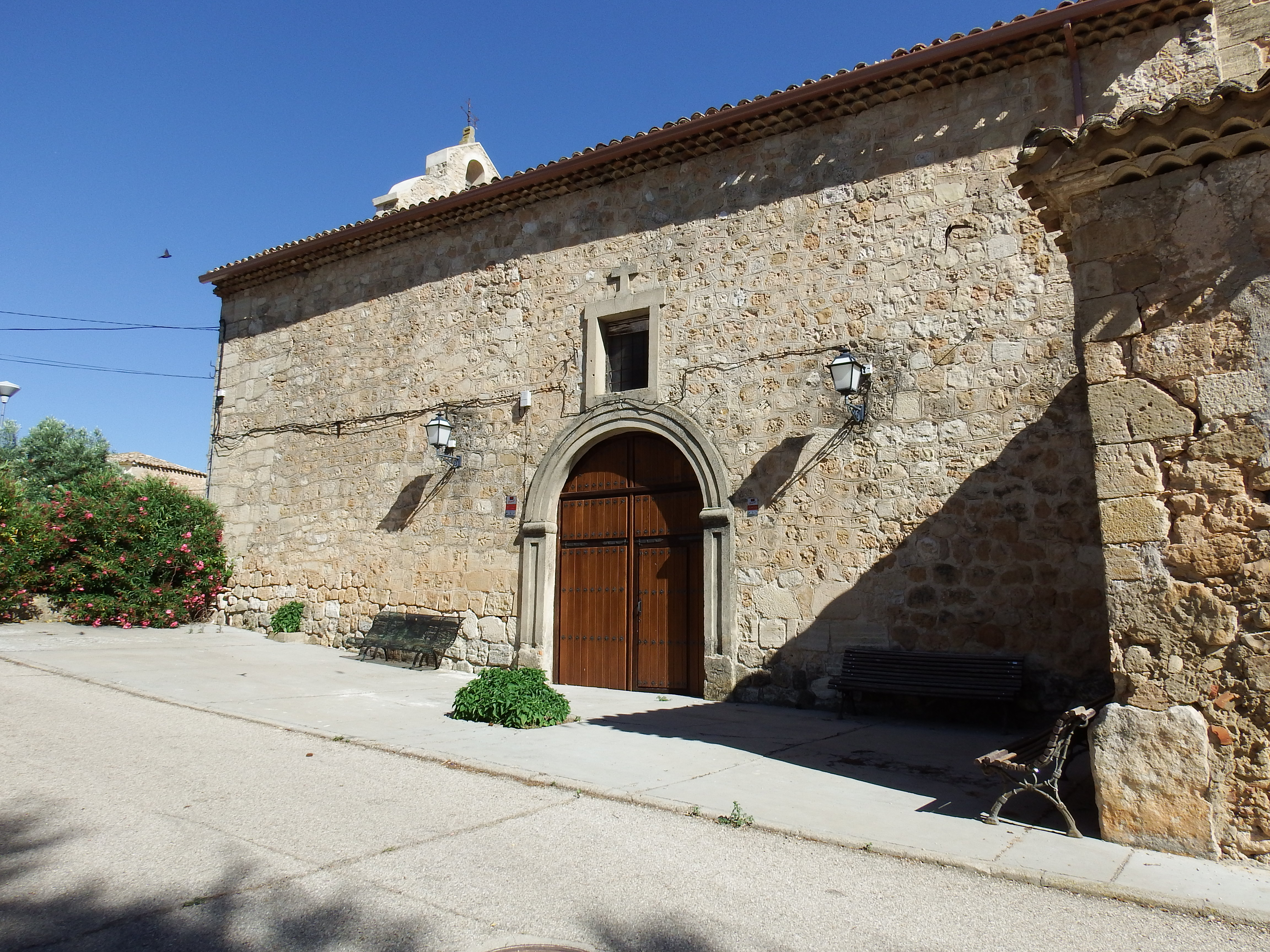
Kirche Mariä Himmelfahrt
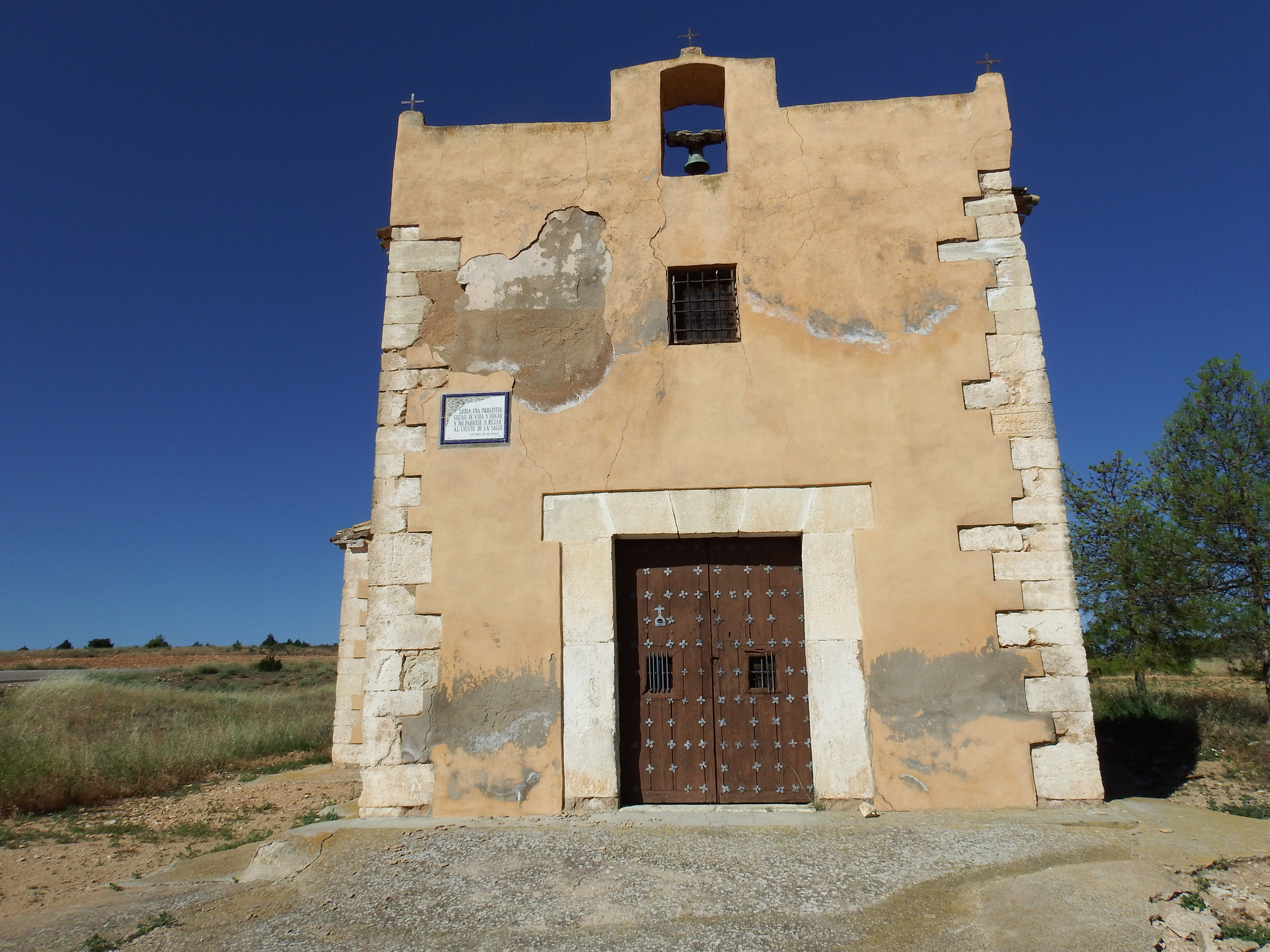
Christuskapelle
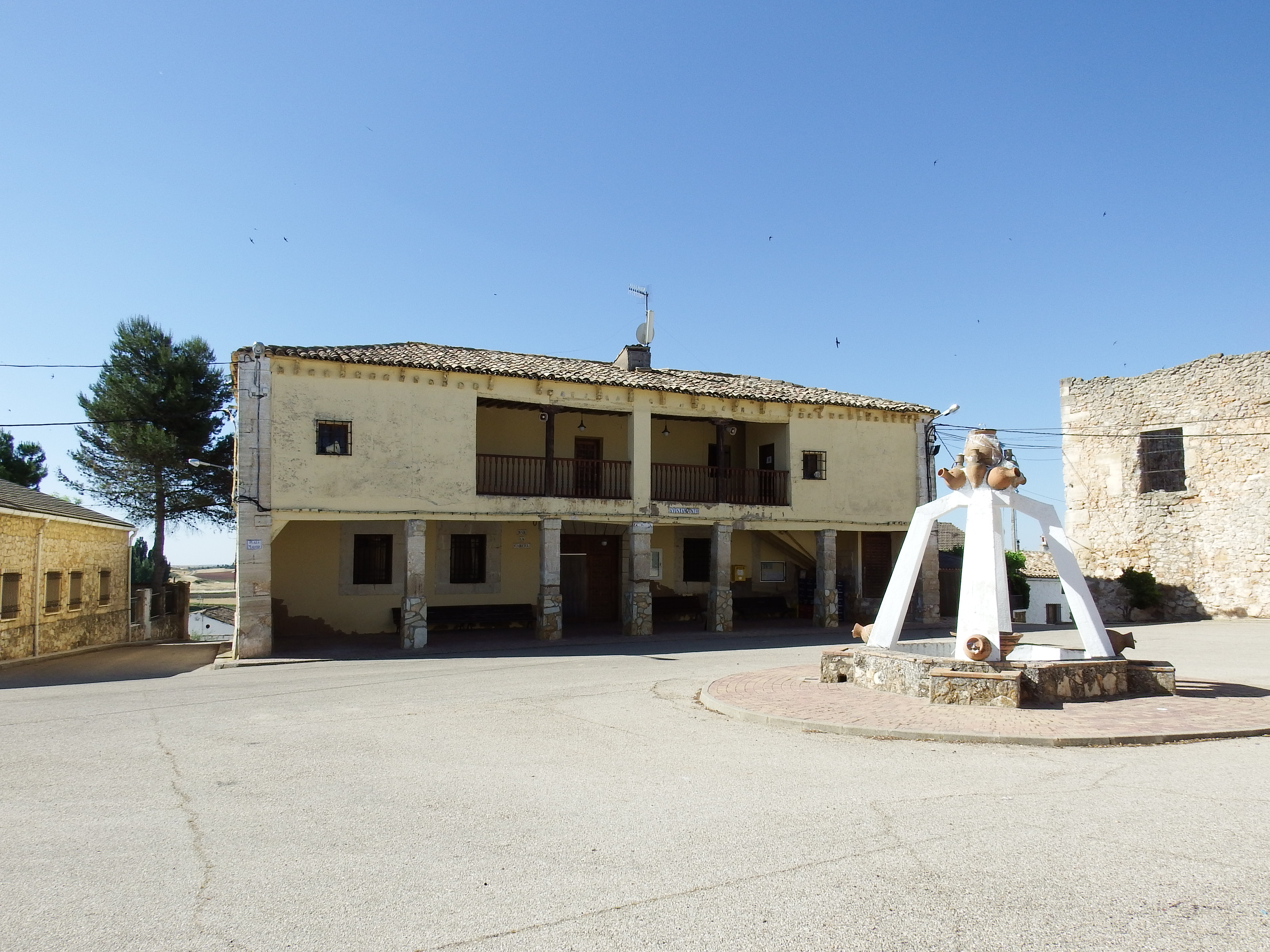
Rathaus

- Kirche Mariä Himmelfahrt
- Christuskapelle
- Rathaus